# NGC 2530
NGC 2530 ist eine Balken-Spiralgalaxie vom Hubble-Typ SBcd im Sternbild Krebs auf der Ekliptik. Sie ist schätzungsweise 220 Millionen Lichtjahre von der Milchstraße entfernt.
Das Objekt wurde am 22. Februar 1789 von Wilhelm Herschel entdeckt.